# (5604) 1992 FE
(5604) 1992 FE es un asteroide que forma parte de los asteroides Atón, descubierto el 26 de marzo de 1992 por Robert H. McNaught desde el Observatorio de Siding Spring, Nueva Gales del Sur, Australia.

## Designación y nombre
Designado provisionalmente como 1992 FE.

## Características orbitales
1992 FE está situado a una distancia media del Sol de 0,9288 ua, pudiendo alejarse hasta 1,306 ua y acercarse hasta 0,5515 ua. Su excentricidad es 0,406 y la inclinación orbital 4,738 grados. Emplea 326,969 días en completar una órbita alrededor del Sol.

## Características físicas
La magnitud absoluta de 1992 FE es 17,2. Está asignado al tipo espectral V según la clasificación SMASSII.